# Tor Carding Forum
Tor Carding Forum (TCF) va ser un fòrum basat en Tor especialitzat en el comerç de dades de targetes de crèdit robades, robatori d'identitat i falsificació de moneda. El lloc va ser fundat per un individu conegut com a "Verto" que també va fundar l'ara desaparegut mercat de la xarxa negra Evolution.
El lloc requeria 50 dòlars per registrar-s'hi.
Una investigació del 2013 sobre bitllets falsificats a Pittsburgh va provocar que s'identifiqués una font de falsificacions ugandeses com a comprades a través dels Tor Carding Forums. El desembre de 2014, Ryan Andrew Gustafson, alias "Jack Farrel" i "Willy Clock", un ciutadà nord-americà que vivia a Uganda va ser arrestat per la venda a gran escala de moneda falsificada dels Estats Units pel Servei Secret dels EUA, que es venia a través dels fòrums Tor Carding i altres fòrums de delinqüència.
El desembre de 2014, el lloc va tancar després d'un pirateig, dirigint els usuaris als fòrums d'Evolution.
El juny de 2015, un investigador de la web fosca va identificar l'adreça IP Clearnet d'un servei ocult similar amb la marca "The Tor Carding Forum V2" que es va tancar posteriorment.